# Великий Житник
44°35′ пн. ш. 15°20′ сх. д. / 44.59° пн. ш. 15.33° сх. д.
Великий Житник (хорв. Veliki Žitnik) — населений пункт у Хорватії, у Лицько-Сенській жупанії у складі міста Госпич.

## Населення
Населення за даними перепису 2011 року становило 47 осіб.
Динаміка чисельності населення поселення:

## Клімат
Середня річна температура становить 8,87 °C, середня максимальна – 23,09 °C, а середня мінімальна – -7,19 °C. Середня річна кількість опадів – 1181 мм.
| Клімат поселення                              | Клімат поселення | Клімат поселення | Клімат поселення | Клімат поселення | Клімат поселення | Клімат поселення | Клімат поселення | Клімат поселення | Клімат поселення | Клімат поселення | Клімат поселення | Клімат поселення | Клімат поселення |
| Показник                                      | Січ.             | Лют.             | Бер.             | Квіт.            | Трав.            | Черв.            | Лип.             | Серп.            | Вер.             | Жовт.            | Лист.            | Груд.            |                  |
| Середній максимум, °C                         | 5,60             | 6,92             | 10,60            | 14,72            | 19,43            | 22,66            | 23,09            | 22,86            | 18,66            | 14,13            | 8,79             | 4,88             |                  |
| Середня температура, °C                       | −0,8             | 0,52             | 4,20             | 8,32             | 13,03            | 16,27            | 18,50            | 18,27            | 14,06            | 9,54             | 4,21             | 0,29             |                  |
| Середній мінімум, °C                          | −7,19            | −5,86            | −2,19            | 1,92             | 6,63             | 9,88             | 13,90            | 13,69            | 9,48             | 4,95             | −0,4             | −4,3             |                  |
| Норма опадів, мм                              | 91               | 88               | 87               | 89               | 82               | 80               | 50               | 71               | 123              | 139              | 157              | 124              |                  |
| Середньомісячна швидкість вітру, м/с          | 2.36             | 2.49             | 2.70             | 2.61             | 2.39             | 2.19             | 2.18             | 2.08             | 2.18             | 2.32             | 2.62             | 2.62             |                  |
| Середньомісячна сонячна радіація, кДж/м²·день | 4550             | 7305             | 10685            | 15334            | 19410            | 21453            | 23304            | 19994            | 14668            | 9259             | 4866             | 3795             |                  |
| --------------------------------------------- | ---------------- | ---------------- | ---------------- | ---------------- | ---------------- | ---------------- | ---------------- | ---------------- | ---------------- | ---------------- | ---------------- | ---------------- | ---------------- |
| Джерело:                                      |                  |                  |                  |                  |                  |                  |                  |                  |                  |                  |                  |                  |                  |